# Русилово
 Тази статия е за селото във Воденско.  За селото в Драмско вижте Ресилово (дем Просечен).  За селото в Русия вижте Русилово (Русия).
Русилово (на гръцки: Ξανθόγεια, Ксантогия, до 1926 година Ροσίλοβον, Росиловон) е село в Република Гърция, в дем Воден (Едеса), област Централна Македония.

## География
Селото е разположено на западно от град Воден (Едеса), на 2 km североизточно от Острово (Арниса), на 620 m метра в планината Нидже (Ворас).

## История

### В Османската империя
В 1848 година руският славист Виктор Григорович описва в „Очерк путешествия по Европейской Турции“ Русилово като българско село. В „Етнография на вилаетите Адрианопол, Монастир и Салоника“, издадена в Константинопол в 1878 година и отразяваща статистиката на населението от 1873 година, Русилово (Roussilovo) е посочено като село във Воденска каза с 47 къщи и 190 жители българи. Църквата „Свети Димитър“ датира от 1884 година.
В началото на XX век Русилово е село във Воденска кааза на Османската империя. Според статистиката на Васил Кънчов („Македония. Етнография и статистика“) в 1900 година в Русилово живеят 250 българи християни. По данни на секретаря на Българската екзархия Димитър Мишев („La Macédoine et sa Population Chrétienne“) в 1905 година в Русилово (Roussilovo) има 360 българи екзархисти.
В 1910 година в селото (Ρουσίλα) има 300 жители екзархисти.
При избухването на Балканската война в 1912 година един човек от Русилово е доброволец в Македоно-одринското опълчение.

### В Гърция
През Балканската война селото е окупирано от гръцки части и остава в Гърция след Междусъюзническата война. Изплатени са 17 имота на жители, които са се изселили в България. Според преброяването от 1913 година Русилово има 148 мъже и 133 жени.
Боривое Милоевич пише в 1921 година („Южна Македония“), че Русилово има 45 къщи славяни християни. В 1926 година селото е прекръстено на Ксантогия, но старото му име продължава да се използва. В 1927 година селото е отбелязано като чисто местно, без бежански семейства. Селото пострадва през Гражданската война, като част от жителите му емигрират в Югославия. След войната започва миграция към Воден. След 50-те години жителите на Русилово постепенно основават ново селище – Ново Русилово (Неа Ксантогия) на 2 километра от старото, което привлича жителите на селото.
Преброявания
| Година    | 1913 | 1920 | 1928 | 1940 | 1951 | 1961 | 1971 | 1981 | 1991 | 2001 | 2011 | 2021 |
| --------- | ---- | ---- | ---- | ---- | ---- | ---- | ---- | ---- | ---- | ---- | ---- | ---- |
| Население | 335  | 378  |      | 478  | 405  | 385  | 261  | 161  | 2    | 2    | 1    | 0    |

## Личности
Родени в Русилово
- Иван Василев (1884 – ?), македоно-одрински опълченец, 2 рота на 9 велешка дружина[16]
- Мирка Гинова (1923 – 1946), гръцка комунистическа партизанка, смятана за народен герой на Югославия.
- Нацо Настев, български революционер
- Ристо Русуленчич, (1883 – ?) ранен македонист
- Пандо Ташев, български революционер от ВМОРО, четник на Иванчо Христов[17]
- Шули Шияка (? – 1944), гръцка комунистка; през окупацията е учителка в Катраница, Кайлярко; влиза в КПГ, арестувана е от окупационинте власти и е разстреляна[18]

Свързани с Русилово
- Дине Донев (р. 1965), джаз композитор и изпълнител от Гърция